# Osasco Voleibol Clube 2022-2023
Questa voce raccoglie le informazioni riguardanti l'Osasco Voleibol Clube nella stagione 2022-2023.

## Stagione
L'Osasco Voleibol Clube utilizza la denominazione sponsorizzata Osasco São Cristóvão Saúde nella stagione 2022-23.
Partecipa per la quattordicesima volta alla Superliga Série A, chiudendo la regular season al secondo posto: ai play-off scudetto piega la resistenza del Pinheiros ai quarti di finale, prima di essere eliminato in semifinale dal Minas, chiudendo con un terzo posto finale. In Coppa del Brasile viene eliminato ai quarti di finale dal Rio de Janeiro, ottenendo un quinto posto finale.
In ambito statale è di scena nel Campionato Pauista, dove viene eliminato in semifinale dal Pinheiros, chiudendo pertanto al terzo posto.

## Organigramma societario
Area direttiva
- Presidente: Cláudio Sérgio da Silva

Area tecnica
- Allenatore: Luizomar de Moura
- Secondo allenatore: Jefferson Arosti
- Assistente allenatore: Henrique Modenesi
- Preparatore atletico: Marcelo Vitorino de Souza

Area sanitaria
- Fisioterapista: Thiago Menezes Lessa Moreira

## Rosa
| N° | Nome                 | Ruolo | Data di nascita   | Nazionalità sportiva |
| -- | -------------------- | ----- | ----------------- | -------------------- |
| 1  | Fabiana Claudino     | C     | 24 gennaio 1985   | Brasile              |
| 2  | Natália de Araújo    | L     | 10 aprile 1997    | Brasile              |
| 3  | Saraelen Lima        | C     | 16 aprile 1994    | Brasile              |
| 5  | Adenízia da Silva    | C     | 18 dicembre 1986  | Brasile              |
| 6  | Micaya White         | S     | 20 settembre 1998 | Stati Uniti          |
| 7  | Silvana Papini       | S     | 10 gennaio 1988   | Brasile              |
| 8  | Gabrielle das Graças | S     | 7 gennaio 1999    | Brasile              |
| 9  | Tifanny de Abreu     | O     | 29 ottobre 1984   | Brasile              |
| 10 | Keyla Alves          | L     | 8 gennaio 2000    | Brasile              |
| 11 | Giulia Magiari       | C     | 9 febbraio 1999   | Brasile              |
| 12 | Maynara Devesa       | P     | 25 maggio 1999    | Brasile              |
| 13 | Kenya Malachias      | P     | 29 novembre 2000  | Brasile              |
| 14 | Tamara Ábila         | S     | 10 ottobre 1998   | Brasile              |
| 15 | Drussyla Costa       | S     | 1º giugno 1996    | Brasile              |
| 16 | Glayce Vasconcelos   | S     | 28 gennaio 1998   | Brasile              |
| 17 | Malwina Smarzek      | O     | 3 giugno 1996     | Polonia              |
| 20 | Giovana Gasparini    | P     | 5 luglio 1994     | Brasile              |

## Statistiche

### Statistiche di squadra
| Competizione      | Punti | In casa | In casa | In casa | In trasferta | In trasferta | In trasferta | Totale | Totale | Totale |
| Competizione      | Punti | G       | V       | P       | G            | V            | P            | G      | V      | P      |
| ----------------- | ----- | ------- | ------- | ------- | ------------ | ------------ | ------------ | ------ | ------ | ------ |
| Superliga Série A | 49    | 14      | 11      | 3       | 13           | 8            | 5            | 27     | 19     | 8      |
| Coppa del Brasile | -     | 1       | 0       | 1       | 0            | 0            | 0            | 1      | 0      | 1      |
| Totale            | -     | 15      | 11      | 4       | 13           | 8            | 5            | 28     | 19     | 9      |

### Statistiche dei giocatori
| Giocatrice     | Superliga Série A | Superliga Série A | Superliga Série A | Superliga Série A | Superliga Série A |
| Giocatrice     | P                 | PT                | AV                | MV                | BV                |
| -------------- | ----------------- | ----------------- | ----------------- | ----------------- | ----------------- |
| T. Ábila       | -                 | -                 | -                 | -                 | -                 |
| K. Alves       | 2                 | 0                 | 0                 | 0                 | 0                 |
| F. Claudino    | 27                | 230               | 146               | 65                | 19                |
| D. Costa       | 26                | 119               | 95                | 11                | 13                |
| G. das Graças  | 15                | 68                | 65                | 2                 | 1                 |
| A. da Silva    | 25                | 259               | 157               | 86                | 16                |
| M. Devesa      | 1                 | 0                 | 0                 | 0                 | 0                 |
| T. de Abreu    | 27                | 491               | 441               | 33                | 17                |
| N. de Araújo   | 27                | 1                 | 1                 | 0                 | 0                 |
| G. Gasparini   | 25                | 31                | 8                 | 5                 | 18                |
| S. Lima        | 7                 | 23                | 15                | 6                 | 2                 |
| K. Malachias   | 25                | 26                | 13                | 6                 | 7                 |
| G. Magiari     | 2                 | 0                 | 0                 | 0                 | 0                 |
| S. Papini      | 15                | 0                 | 0                 | 0                 | 0                 |
| M. Smarzek     | 23                | 220               | 175               | 32                | 13                |
| G. Vasconcelos | 16                | 186               | 157               | 20                | 9                 |
| M. White       | 17                | 87                | 73                | 10                | 4                 |

P = presenze; PT = punti totali; AV = attacchi vincenti; MV = muri vincenti; BV = battute vincenti

NB: Non sono disponibili i dati relativi alla Coppa del Brasile e, di conseguenza, quelli totali.